# Copa Intercontinental 2023 (India)
La Intercontinental Cup 2023 (conocida como Copa Intercontinental Hero 2023 por motivos de patrocinio) fue la tercera edición de la Copa Intercontinental, un torneo de fútbol de 4 participantes que se celebró en Estadio Kalinga en la ciudad de Bhubaneshwar, India, del 9 al 18 de junio de 2023.
El torneo fue organizado por la AIFF.
Corea del Norte ganó la edición anterior con una victoria por 1-0 sobre Tayikistán en la final de 2019.
India se proclamó campeona de esta edición tras derrotar al Líbano por 2-0 en la final. Con dos goles cada uno, Lallianzuala Chhangte y Sunil Chhetri de la India fueron los máximos goleadores del torneo. Sandesh Jhingan de India fue galardonado como mejor jugador del torneo.

## Participantes
El torneo lo disputaron equipos de dos confederaciones diferentes en la fecha FIFA del 9 al 18 de junio de 2023. A India, como anfitriona, se unieron Líbano y Mongolia de la Confederación Asiática de Fútbol (AFC), y Vanuatu de la Confederación de Fútbol de Oceanía. (OFC).  Los equipos jugaron entre sí en una fase de todos contra todos y los dos mejores equipos jugaron la final.
Clasificación FIFA de las selecciones nacionales participantes, al 6 de abril de 2023:
- Vanuatu (164)
- India (101)
- Mongolia (183)
- Líbano (99)

## Fase de grupos

### Clasificación
| Pos. | Equipo   | PJ | PG | PE | PP | GF | GC | DG | Pts. |                        |
| ---- | -------- | -- | -- | -- | -- | -- | -- | -- | ---- | ---------------------- |
| 1    | India    | 3  | 2  | 1  | 0  | 3  | 0  | +3 | 7    | Clasificado a la final |
| 2    | Líbano   | 3  | 1  | 2  | 0  | 3  | 1  | +2 | 5    | Clasificado a la final |
| 3    | Vanuatu  | 3  | 1  | 0  | 2  | 2  | 4  | −2 | 3    |                        |
| 4    | Mongolia | 3  | 0  | 1  | 2  | 0  | 3  | −3 | 1    |                        |

### Fixture
| Fecha                      | Lugar        |          |                     | Resultado |                     |          |
| -------------------------- | ------------ | -------- | ------------------- | --------- | ------------------- | -------- |
| 9 de junio de 2023, 16:30  | Bhubaneshwar | Líbano   | Bandera de Líbano   | 3:1       | Bandera de Vanuatu  | Vanuatu  |
| 9 de junio de 2023, 19:30  | Bhubaneshwar | India    | Bandera de la India | 2:0       | Bandera de Mongolia | Mongolia |
| 12 de junio de 2023, 16:30 | Bhubaneshwar | Mongolia | Bandera de Mongolia | 0:0       | Bandera de Líbano   | Líbano   |
| 12 de junio de 2023, 19:30 | Bhubaneshwar | Vanuatu  | Bandera de Vanuatu  | 0:1       | Bandera de la India | India    |
| 15 de junio de 2023, 16:30 | Bhubaneshwar | Vanuatu  | Bandera de Vanuatu  | 1:0       | Bandera de Mongolia | Mongolia |
| 15 de junio de 2023, 19:30 | Bhubaneshwar | India    | Bandera de la India | 0:0       | Bandera de Líbano   | Líbano   |

## Final
| Fecha                      | Lugar        |       |                     | Resultado |                   |        |
| -------------------------- | ------------ | ----- | ------------------- | --------- | ----------------- | ------ |
| 18 de junio de 2023, 19:30 | Bhubaneshwar | India | Bandera de la India | 2:0       | Bandera de Líbano | Líbano |

## Campeón
| Copa Intercontinental 2023 |
| -------------------------- |
| Bandera de la India        |
| India                      |

## Goleadores
| 2 goles - Lallianzuala Chhangte - Sunil Chhetri 1 gol - Sahal Abdul Samad - Karim Darwich - Hassan Kourani - Nader Matar - John Wohale 1 gol en contra - Gantogtokh Gantuya (contra Vanuatu) |